# Danny Danon
Danny Danon (Hebreeuws: דני דנון) (Ramat Gan, 8 mei 1971) is een Israëlische politicus van Likoed. Sinds augustus 2015 is hij Israël's ambassadeur bij de Verenigde Naties. Daarvoor had hij namens de Likoed zitting in de Knesset en was hij van 14 mei tot augustus 2015 minister van Wetenschap, Technologie en Ruimte in het kabinet-Netanyahu IV. Ook is hij voorzitter van World Likud, de internationale afdeling van Likoed, en van het Centrale Comité van de partij.

## Loopbaan
Danon nam deel aan de zionistische jeugdbeweging Betar en studeerde af op bachelorniveau in internationale betrekkingen aan de Florida International University en op masterniveau in overheidsbeleid aan de Hebreeuwse Universiteit van Jeruzalem. Na zijn - verplichte - militaire diensttijd zat hij namens het Joods Agentschap in Miami.
Zijn eerste schreden in de politiek deed hij in 1996 toen hij assistent werd van Knessetlid en partijgenoot Uzi Landau. Enige tijd later verkreeg hij het voorzitterschap van de internationale organisatie van Betar, welke hij enige jaren uitoefende. In 2004 verzette hij zich tegen het raadgevend referendum van zijn partij over het ontruimingsplan van toenmalig premier en partijgenoot Ariel Sharon om de Gazastrook volledig aan de Palestijnen over te laten.
In de verkiezingen van 2006 deed hij een vergeefse poging een zetel in de Knesset te bemachtigen. In juni van dat jaar versloeg hij Knessetlid en partijgenoot Yuval Steinitz bij de race om het voorzitterschap van de internationale afdeling van Likoed, World Likud. In juli 2007 poogde hij - ook tevergeefs - partijleider te worden en eindigde op de derde plaats. Bij de verkiezingen van 2009 had hij meer succes en kon hij plaats nemen in het parlement. Tijdens de 18e Knesset (2009-2013) fungeerde hij als viceparlementsvoorzitter en zat hij de parlementscommissie voor immigratie- en diasporazaken voor.
Vermeldenswaard is dat hij met Faina Kirschenbaum van Jisrael Beeténoe in 2011 een wetsvoorstel lanceerde om bepaalde ngo's uit eigen land aan parlementair onderzoek te onderwerpen omdat sommigen wellicht door terroristische organisaties zouden worden gefinancierd. Het betrof ngo's die zich kritisch uitlaten over de Israëlische bezetting van de Westelijke Jordaanoever en die deels door het buitenland geldelijk worden ondersteund. Zowel in als buiten het parlement ontstond hier veel opschudding over en het wetsvoorstel haalde het niet.
In maart 2013 trad het kabinet-Netanyahu III aan en Danon was daarin vertegenwoordigd als staatssecretaris voor defensieve zaken, onder minister van defensie en partijgenoot Moshe Ya'alon. In juni dat jaar werd hij verkozen tot voorzitter van het Centrale Comité van Likoed. Een jaar later - op 15 juli 2014 - werd hij door premier Benjamin Netanyahu als staatssecretaris de laan uitgestuurd nadat hij openlijk kritiek had geleverd op diens optreden in de Operation Protective Edge, die gericht was tegen Hamas en consorten in de Gazastrook.
In het in mei 2015 van start gegaan zijnde kabinet-Netanyahu IV nam hij de ministeriële post van Wetenschap, Technologie en Ruimte voor zijn rekening. Op 14 augustus 2015 benoemde Benjamin Netanyahu hem tot Israël's ambassadeur bij de Verenigde Naties.
Op 13 juni 2016 werd Danon voorzitter van de Justitie-commissie van de Verenigde Naties.

## Politieke opvattingen
Danon behoort tot de rechtervleugel van Likoed en geldt als een belangrijke criticus van premier Netanyahu. Binnen de partij staat hij aan een hoofd van een informeel groepje gelijkgezinden dat wel wordt aangeduid als de 'danonisten'.
Ze zijn een tegenstander van de tweestatenoplossing, willen dat de bouw van Israëlische nederzettingen op de Westelijke Jordaanoever doorgaat, promoten een joods Israël en wensen een hooggerechtshof met minder zeggenschap.

## Werk
- Israel: The Will to Prevail, 2012, Palgrave Macmillan